# Museum of Sydney

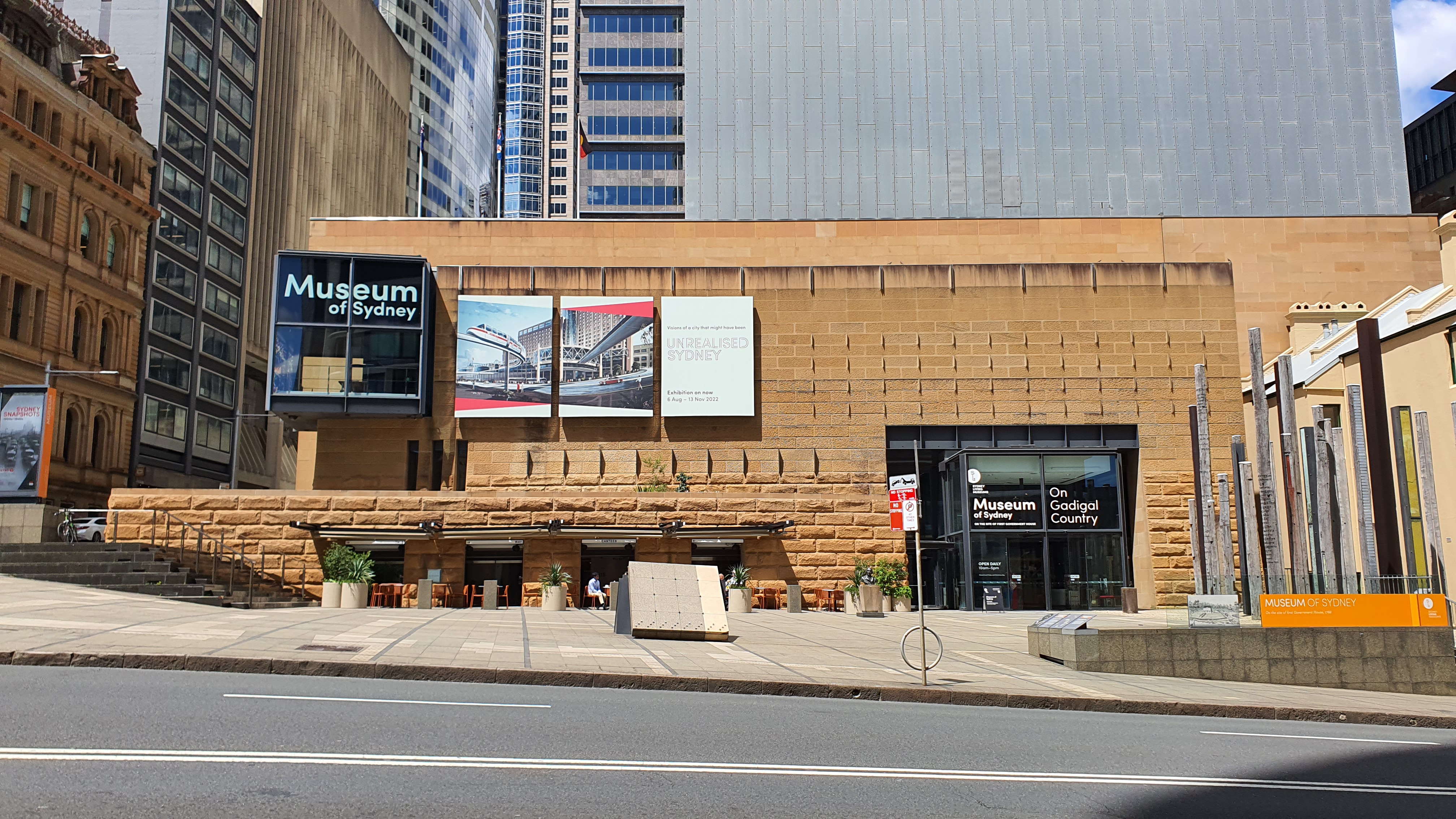
Museum of Sydney

Das Museum of Sydney mit seiner historischen Sammlung befindet sich auf dem Gelände des ehemaligen Hauses des ersten Gouverneurs von New South Wales, Arthur Phillip, dessen Ruinen 1983 freigelegt wurden. Das neue Museumsgebäude an dieser Stelle wurde vom Architekturbüro Denton Corker Marshall entworfen. Es befindet sich an der heutigen Ecke von Phillip und Bridge Street in Sydney.
Die historische Ausstellung beschäftigt sich mit der Geschichte der Stadt Sydney von 1788 bis in die Gegenwart.